# Clélie Lamberty
 (août 2025).
Si vous disposez d'ouvrages ou d'articles de référence ou si vous connaissez des sites web de qualité traitant du thème abordé ici, merci de compléter l'article en donnant les références utiles à sa vérifiabilité et en les liant à la section « Notes et références ».
Pour les articles homonymes, voir Lamberty.
Clélie Lamberty, née à Chênée le 6 juin 1930 et morte à Waremme 8 juillet 2013, est une artiste-peintre et plasticienne belge.

## Biographie
Depuis l'âge de dix ans, elle a découvert sa vocation de peintre. La nature et surtout les animaux formaient sa principale source d'inspiration. Artiste universelle en herbe, elle jouait aussi le piano et pendant longtemps elle a hésité entre la carrière de plasticienne ou de musicienne. Un jour, son père dentiste et mauvais gestionnaire, fortement endetté, a vendu son piano en son absence. Dégoûtée et déçue, plus jamais elle n'a voulu toucher un instrument.
À l'âge de dix-huit ans, en pleine opposition à ses parents qui la vouaient à une carrière de dentiste, elle s'est inscrite à l'académie royale des beaux-arts de Liège. C'était plus qu'une rébellion, c'était une volonté profonde de suivre sa vocation. La période qui suivait a été très dure. Son père va l'émanciper et couper les vivres du jour au lendemain. Peu après, la Ville de Liège va lui attribuer « Le prix des nécessiteux », destiné aux artistes de talents sans moyens. Cette victoire personnelle ne va guère plaire à son père qui a dû assumer. Durant ses études, Lamberty a fait tous les métiers pour subvenir à ses besoins, dont la décoration des vitrines avec des images de saison : la Saint-Nicolas, Noël, Carnaval… À la même époque, elle a fait la connaissance de Robert Liard, professeur à l'académie qui va devenir son mentor, meilleur ami et compagnon de vie jusqu'à sa mort en 1988.

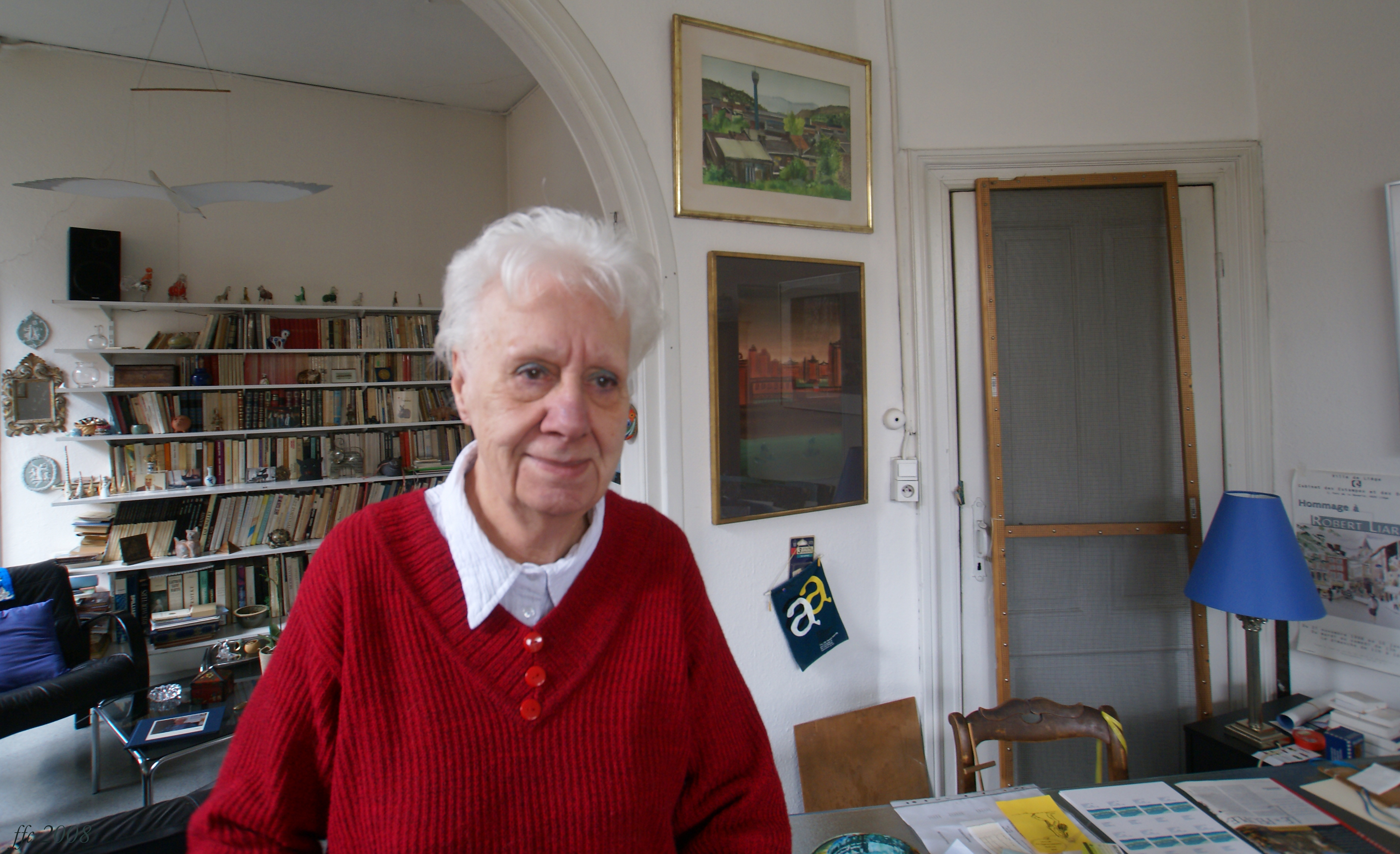
L'artiste dans son atelier en 2008
au segond plan l'on voit une aquarelle de Robert Liard (La Vieille Montagne à Chênée) et une œuvre de Lamberty (Loup es-tu là ?)

En 1952, elle a exposé pour la première fois à Liège, première d'une longue série d'expositions.
Une allergie aux solvants d'hydrocarbures l'obligera d'abandonner la peinture à l'huile, car elle ne disposait pas d'un atelier proprement dit. Si elle voulait continuer à exercer son art, l'unique alternative était l'aquarelle à une époque où les acryliques n'existaient pas encore. Cette réorientation par obligation vite est devenu une passion à laquelle elle s'est dédiée corps et âme jusqu'aujourd'hui. 
Quand elle ne peignait pas, elle partait en voyage à la recherche d'autres cultures, de nouvelles idées, de couleurs et d'autres lumières. En Scandinavie elle a découvert la lumière limpide, aux Indes le goût de l'architecture et des espèces piquants, en Grèce le sens des proportions équilibrées, aux pays arabes le mouvement, l'imagination et l'abstraction.
Après le « Prix des Nécessiteux » tout au début de sa carrière, beaucoup d'autres prix et médailles ont suivi. Jusqu'en 2006, elle était administrateur du Cercle des Beaux-Arts et du Conseil National des Arts Plastiques de Belgique représentant les artistes belges auprès de l'Unesco.
Elle vit à Liège dans le quartier de Fragnée jusqu'en octobre 2012 quand elle déménagea à Braives.

## Prix
- Prix Watteau (1952), Belgique
- Prix des nécessiteux (1953), Belgique
- Premier prix de l'Académie de Liège (1955)
- Premier prix d'aquarelle, Ligny (Belgique), médaille d'or
- Médaille des artistes professionnels au «Festival des Arts Plastiques de Maharès» (Tunisie)

## Expositions
Liste non exhaustive
- États-Unis
Lugana Beach, California
- Belgique 
Bruxelles: Galerie Kintz
Liège: Cercle des Beaux Arts; Galerie P&V; Église Saint-Antoine
Seraing: Château du Val-Saint-Lambert
- Pays-Bas
Holten: Galerie ten Berg
- Andalousie (État espagnol)
Séville: Galerie la Rabida
- France
Nancy: Hôtel de Ville
Paris - Salon de l'Automne
- Canada: Verdun - Montréal
- Suisse
Sion: Galerie le Vieux Sion
- Tunisie
Tunis: Musée de Tunis; Académie de Tunis
- Corée du Sud
Séoul: Musée d'Art Moderne